# Hemicamenta dubiosa
Hemicamenta dubiosa är en skalbaggsart som beskrevs av Hermann Julius Kolbe 1914. Hemicamenta dubiosa ingår i släktet Hemicamenta och familjen Melolonthidae. Inga underarter finns listade i Catalogue of Life.